# Esa Pekonen
Esa Pekonen (ur. 4 listopada 1961 w Lahti) – piłkarz fiński grający na pozycji obrońcy. W swojej karierze rozegrał 60 meczów w reprezentacji Finlandii, w których strzelił 2 gole. 

## Kariera klubowa
Karierę piłkarską Pekonen rozpoczął w klubie FC Kuusysi. W 1978 roku awansował do kadry pierwszego zespołu i wtedy też zadebiutował w jego barwach w pierwszej lidze fińskiej. W Kuusysi występował do końca sezonu 1986. W latach 1982, 1984 i 1986 wywalczył mistrzostwo Finlandii. W 1983 roku zdobył też Puchar Finlandii.
W 1987 roku Pekonen został zawodnikiem szwedzkiego klubu AIK Fotboll. Spędził w nim trzy sezony. W 1990 roku wrócił do Kuusysi i został z nim wicemistrzem kraju. W latach 1992–1993 występował w drużynie MyPa-47. W 1992 roku sięgnął z tym klubem po Puchar Finlandii. W latach 1994–1995 ponownie grał w FC Kuusysi, a w 1997 roku został zawodnikiem FC Lahti. W 1998 roku awansował z nim z drugiej do pierwszej ligi. W 1999 roku zakończył karierę.
| Sezon | Klub        | Kraj      | Rozgrywki      | Mecze | Bramki |
| ----- | ----------- | --------- | -------------- | ----- | ------ |
| 1978  | FC Kuusysi  | Finlandia | Mestaruussarja | 4     | 2      |
| 1979  | FC Kuusysi  | Finlandia | Mestaruussarja | 22    | 1      |
| 1980  | FC Kuusysi  | Finlandia | Mestaruussarja | 28    | 4      |
| 1981  | FC Kuusysi  | Finlandia | Mestaruussarja | 9     | 3      |
| 1982  | FC Kuusysi  | Finlandia | Mestaruussarja | 29    | 2      |
| 1983  | FC Kuusysi  | Finlandia | Mestaruussarja | 28    | 0      |
| 1984  | FC Kuusysi  | Finlandia | Mestaruussarja | 26    | 2      |
| 1985  | FC Kuusysi  | Finlandia | Mestaruussarja | 23    | 0      |
| 1986  | FC Kuusysi  | Finlandia | Mestaruussarja | 22    | 2      |
| 1987  | AIK Fotboll | Szwecja   | Allsvenskan    | 12    | 0      |
| 1988  | AIK Fotboll | Szwecja   | Allsvenskan    | 19    | 2      |
| 1989  | AIK Fotboll | Szwecja   | Allsvenskan    | 17    | 2      |
| 1990  | FC Kuusysi  | Finlandia | Veikkausliiga  | 25    | 3      |
| 1992  | MyPa-47     | Finlandia | Veikkausliiga  | 29    | 2      |
| 1993  | MyPa-47     | Finlandia | Veikkausliiga  | 27    | 1      |
| 1994  | FC Kuusysi  | Finlandia | Veikkausliiga  | 25    | 1      |
| 1995  | FC Kuusysi  | Finlandia | Veikkausliiga  | 10    | 0      |
| 1997  | FC Lahti    | Finlandia | Ykkönen        | ?     | ?      |
| 1998  | FC Lahti    | Finlandia | Ykkönen        | ?     | ?      |
| 1999  | FC Lahti    | Finlandia | Veikkausliiga  | 3     | 0      |

## Kariera reprezentacyjna
W reprezentacji Finlandii Pekonen zadebiutował 1 marca 1981 roku w wygranym 2:1 towarzyskim meczu ze Szwecją. W swojej karierze grał w eliminacjach do MŚ 1982, Euro 84, MŚ 1986, Euro 88 i MŚ 1990. Od 1981 do 1989 roku rozegrał w kadrze narodowej 60 meczów, w których zdobył 2 bramki.

## Kariera trenerska
Po zakończeniu kariery piłkarskiej Pekonen został trenerem. W latach 1998–1999 prowadził FC Lahti, a w latach 2000–2001 - Kuopion Palloseura. W 2009 roku ponownie został trenerem tego klubu.